# Hippocrepis comosa
Hippocrépide à toupet, Hippocrépide chevelue, Hippocrépis chevelu, Hippocrépis à toupet, Fer à cheval
Espèce
Classification phylogénétique
Statut de conservation UICN

 LC  : Préoccupation mineure
L’Hippocrépide à toupet,  Hippocrépide chevelue, Hippocrépis à toupet ou Hippocrépis chevelu (Hippocrepis comosa) est une espèce de plantes à fleurs de la famille des Fabaceae. C'est une plante herbacée vivace trouvée en Europe. Il est parfois connu sous le nom de Fer à cheval.

## Étymologie
Hippocrepis comosa du grec hippos, cheval, crepis, chaussure  et comosus, chevelu, feuillu : allusion aux articles de la gousse échancrés en forme de fer à cheval.

## Description
C'est une plante plutôt prostrée, à feuilles pennées (jusqu'à 8 paires de folioles), à fleurs jaunes en têtes pédonculées. Les gousses sont curieusement contournées, formant comme une série de fers à cheval accolés les uns aux autres.
Cette plante est la seule nourriture de la chenille du papillon Argus bleu-nacré.

## Habitat
Le Fer à cheval pousse dans des pelouses sèches sur substrat calcaire.

## Caractéristiques

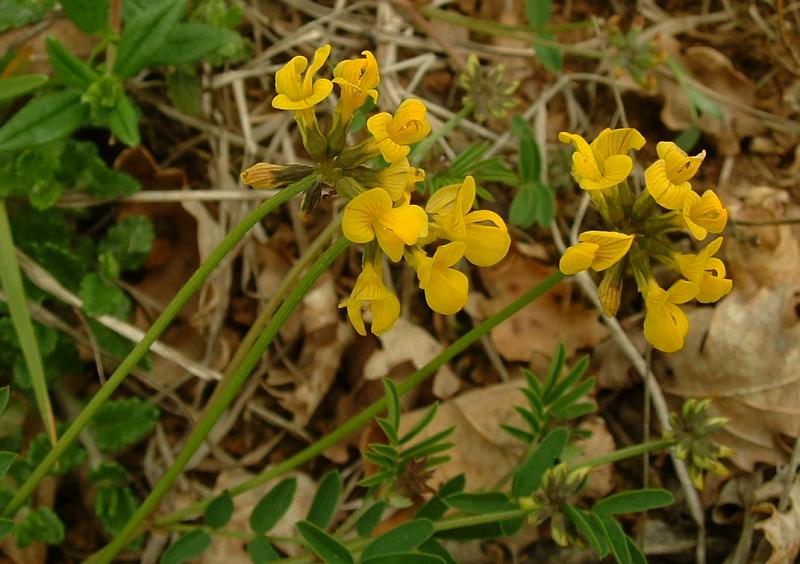
Fer à cheval.

Organes reproducteurs
- Type d'inflorescence : ombelle simple
- Répartition des sexes : hermaphrodite
- Type de pollinisation : entomogame
- Période de floraison : avril à juillet

Graine
- Type de fruit : gousse
- Mode de dissémination : épizoochore

Habitat et répartition
- Habitat type : pelouses basophiles médioeuropéennes méridionalo-occidentales
- Aire de répartition : européen méridional

Données d'après: Julve, Ph., 1998 ff. - Baseflor. Index botanique, écologique et chorologique de la flore de France. Version : 23 avril 2004. 